# Alexander Stubb
Cai-Göran Alexander Stubb (født 1. april 1968 i Helsinki) er en finsk politiker fra det konservative Samlingspartiet, der fra 1. marts 2024 er Finlands præsident.
Fra 2008 til 2011 var han Finlands udenrigsminister; fra 2011 til 2014 minister for udenrigshandel og EU; fra 2014 til 2015 statsminister; og fra 2015 til 2016 finansminister. Fra 2014 til 2016 var han desuden formand for Samlingspartiet.
Stubb er finlandssvensker og er uddannet bachelor i statskundskab fra Furman University i 1993 og diploma i fransk sprog og kultur fra Sorbonne i 1994. Desuden har han en mastergrad i europæiske studier fra Europakollegiet i 1995. Endelig tog han en ph.d. i europæiske studier fra London School of Economics i 1999.
Han har arbejdet som EU-bureaukrat, bl.a. som rådgiver for Romano Prodi og for Finlands regering under topmøder i Amsterdam og Nice. Fra 2000 var han professor ved Europakollegiet. I 2004 blev han valgt til Europaparlamentet, men udtrådte, da han 4. april 2008 blev udnævnt til udenrigsminister.
I august 2023 annoncerede Stubb, at han ville stille op ved præsidentvalget i 2024. Han vandt første valgrunde 28. januar og anden valgrunde 11. februar, hvor han var oppe imod Pekka Haavisto. Stubb fik 51,6 procent af stemmerne. Han er den anden finlandssvensker i historien, der bliver landets præsident. Den første var Carl Gustaf Emil Mannerheim.